# Cocorăștii Caplii
Cocorăștii Caplii – wieś w Rumunii, w okręgu Prahova, w gminie Măgureni. W 2011 roku liczyła 773 mieszkańców.